# Мережа з відлунням стану
Мере́жа з відлу́нням ста́ну (англ. echo state network, ESN) — це рекурентна нейронна мережа з розріджено з'єднаним прихованим шаром (як правило, зі зв'язністю 1%). Зв'язність та ваги прихованих нейронів є незмінними й призначеними випадково. Ваги виходових нейронів можуть навчатися таким чином, що мережа відтворюватиме/створюватиме певні часові образи.
Головна цікавість цієї мережі полягає в тому, що хоча її поведінка й є нелінійною, єдиними вагами, що змінюються під час навчання, є ваги синапсів, що з'єднують приховані нейрони з виходовими. Таким чином, функція похибки є квадратичною відносно вектора параметрів, і може бути легко диференційованою до лінійної системи.